# 西嶼彈藥本庫
西嶼彈藥本庫，又稱為漁翁島彈藥本庫，是位於澎湖西嶼內垵村的一處地下洞窟式彈藥庫軍事遺跡群，於2010年11月23日登錄為澎湖縣縣定古蹟。

## 歷史
日本於1895年3月攻佔澎湖後，設立澎湖島要塞（今陸軍澎湖防衛指揮部）將澎湖多數區域劃為要塞地帶。根據《澎湖島要塞防禦要領書》所規劃，由築城部澎湖島支部工程的12座堡壘砲臺設施，於開始在1900年(明治33年)起工，除了在眾砲臺地帶設有彈藥支庫及砲側庫外，更擇交通便捷、地點隱密之處，設置能儲備大量彈丸及火藥以供隨時支應各砲臺火力，以發揮制敵效果的彈藥本庫，其中除了西嶼彈藥本庫外，在澎湖地區周圍則規劃紅木埕彈藥本庫、大山彈藥本庫及大山臨時火藥庫、雞舞塢彈丸本庫庫等，共五座彈藥庫。
1945年，第二次世界大戰結束後，國軍接收日軍留下的物資、建物，將此彈藥本庫稱為「牛心灣彈藥集積所」。，2010年11月23日，澎湖縣政府將西嶼彈藥本庫登錄為澎湖縣縣定古蹟，起對其軍事設施展開調查與保存，並進行土窟式清涼彈藥庫、洞窟式單窟乾燥彈藥庫、洞窟式雙窟乾燥彈藥庫的大型修復工程 ，2021年則以「西嶼彈藥本庫軍事文化園區」之名開放遊客參觀。

## 設施
如今的洞窟式單窟乾燥彈藥庫、洞窟式雙窟乾燥彈藥庫，在日治時期時被列為「砲側庫」或「砲具庫」，雙層牆體穹窿結構，先於山腹岩盤上，挖出一個圓拱形的山洞，用混凝土塊堆疊成外庫結構，在用鋼筋混凝土建造內庫空間，為滿足恆溫、恆濕的要求，且為儲存無煙火藥而設計，另外在彈藥庫內的溫溼計，旁邊牆體佈滿銅片，能夠有徹底隔絕電磁脈衝與溼氣的效果。
另一土窟式清涼彈藥庫屬於地上建築，外牆由石牆疊砌，內牆則做木板牆及防潮用高架木地板，屋架為用角鋼鋼架等形成複式構造，屋瓦採用文化瓦（燻黑瓦）。

## 外部連結
- 西嶼彈藥本庫 - 澎湖知識服務平台 （页面存档备份，存于）
- 西嶼彈藥本庫軍事文化園區 - 澎湖縣政府文化局 （页面存档备份，存于）